# Андреевский уезд
Андреевский уезд — административная единица в составе Келецкой губернии Российской империи, существовавшая c 1837 года по 1919 год. Административный центр — посад Андреев.

## История
Уезд образован в 1837 году в составе Краковской губерний, в 1842 году губерния была переименована в Келецкую. С 1844 года — в составе Радомской губернии, с 1867 года — в восстановленной Келецкой губернии. В 1919 году преобразован в Енджеювский повят Келецкого воеводства Польши.

## Население
По переписи 1897 года население уезда составляло 78 889 человек, в том числе в посаде Андреев — 4717 жит.

### Национальный состав
Национальный состав по переписи 1897 года:
- поляки — 70 184 чел. (89,0 %),
- евреи — 8082 чел. (10,2 %),

## Административное деление
В 1913 году в состав уезда входило 14 гмин: 
| - Андреев — пос. Андреев, - Бржеги — с. Бржеги, - Венглешин — с. Венглешин, - Водзислав — пос. Водзислав, - Злотники — с. Злотники, - Малогощ — пос. Малогощ, - Мержвин — с. Имельно, | - Мстычев — д. Мстычев, - Наваржице — с. Наваржице, - Нагловице — с. Нагловице, - Пржонцлав — д. Пржонцлав, - Раков — д. Раков, - Сендзишев — д. Сендзишев, - Собков — пос. Собков. |